# ATB (disc jockey)
ATB, pseudonimo di Andre Tanneberger (Freiberg, 26 febbraio 1973), è un disc jockey, musicista e produttore discografico tedesco.
È produttore di musica dance e trance. Tra i suoi brani più famosi ci sono 9PM (Till I Come), Don't Stop! e Let U Go.

## Biografia
Andre Tanneberger iniziò la sua carriera musicale con il gruppo musicale dance Sequential One. Fu produttore e cantante del gruppo dal 1993 al 2002.
Nel 1998 Tanneberger iniziò il progetto solista ATB. Il suo primo singolo con questo progetto fu 9PM (Till I Come), incluso nell'album Movin' Melodies, il quale rimase in cima alle classifiche britanniche nel 1999 e fu largamente riconosciuto come il singolo trance numero uno del Regno Unito. La canzone, grazie anche al riff di chitarra, divenne molto popolare. Proprio questo suono di chitarra, che ATB trovò accidentalmente sperimentando il nuovo banco di produzione, divenne il marchio delle sue prime hits. ATB continuò a cambiare e sperimentare nuove sonorità con ogni album. Il suo stile corrente mescola parti vocali e varie sonorità.
Malgrado nel primo periodo abbia pubblicato alcuni singoli solo nel Regno Unito, come Don't Stop! e Killer, con il passare del tempo pubblicò anche con regolarità musica nella sua nativa Germania e in altre parti d'Europa, dove ottenne grande successo con hits come I Don't Wanna Stop e la cover della hit degli Olive del 1996 You're Not Alone.
Two Worlds, album pubblicato nel 2000, fu il suo secondo album in studio. In questo doppio disco ATB si basò sul concetto di differenti tipi di musica per differenti umori. I titoli dei due CD sono: The World of Movement e The Relaxing World. Questo album include due tracce nate dalla collaborazione con Heather Nova: Love Will Find You e Feel You Like a River. La canzone Let U Go, contenuta nel disco The World of Movement fu realizzata in collaborazione con Roberta Carter Harrison della pop band canadese Wild Strawberries. In Two Worlds hanno lavorato anche gli Enigma.
Il suo terzo album Dedicated, fu pubblicato nel 2002. Esso include le hits: Let U Go, Hold You e You're Not Alone. Il titolo dell'album e la traccia I Wanna Cry sono un omaggio a tutte le vittime degli attentati dell'11 settembre 2001.
Nel 2003 ATB pubblica Addicted to Music, che include hits come I Don't Wanna Stop e Long Way Home. Nello stesso anno ATB pubblica il suo primo DVD, Addicted to Music DVD. In esso propone tutti i suoi video, un documentario del tour, foto e molto altro. ATB cita in causa il gruppo trance tedesco A.T.C., costretto successivamente a rinominarsi in A Touch of Class, per via del nome troppo assonante.
Le successive hit di ATB, l'uplifting Ecstasy e la chilling Marrakech, entrambe incluse nell'album No Silence (2004), furono pubblicate anche come singoli. Marrakech, in particolare, è stata anche inclusa nella colonna sonora del film Nella mente del serial killer.
Nel 2005 ATB pubblicò l'album Seven Years: 1998-2005, raccolta che include tutti i singoli pubblicati tra il 1998 e il 2005. In aggiunta questo album presenta sei inediti, tra cui il singolo Humanity ed il rifacimento di Let U Go.
Il suo album Trilogy venne pubblicato il 4 maggio 2007. Il singolo Justify fu inserito nella compilation The Dj 4 in the Mix. Il singolo Renegade invece fu pubblicato il 12 aprile e realizzato con Heather Nova. Il terzo singolo fu Feel Alive, pubblicato nel luglio dello stesso anno.
Nell'intervista al portale Trance.nu dell'11 maggio 2007, ATB considerò Don't Stop! come la sua peggior produzione e non vi si soffermò molto in ogni caso, doverosamente mostratosi essere molto simile alla sua prima hit 9pm (Till I Come).
Andre è sposato con Anna Tanneberger, alla quale ha dedicato la canzone A Dream About You, pubblicata nell'album Trilogy.
Privatamente, ATB, è noto essere molto amico del produttore Sash! e preferisce ascoltare la chill out trance piuttosto della upbeat e vocal trance; è anche noto essere molto amico di Michael Cretu, l'ideatore del progetto musicale Enigma.
Il 1º febbraio 2009, ATB, attraverso il suo profilo di Myspace, ha annunciato la pubblicazione di un nuovo album, prevista per il 1º maggio 2009. Il disco, intitolato Future Memories, viene considerato da ATB come una nuova forma della trance, che si differenzia dai tradizionali beat e melodie. L'album è una doppia compilation, con il secondo CD di stile ambient.
Il 29 aprile 2011 ha pubblicato l'album Distant Earth, che ha raggiunto la posizione numero 7 nelle classifiche di vendita tedesche. Il 24 gennaio 2014 ha pubblicato il suo decimo album Contact, raggiungendo con questo lavoro la quinta posizione nella classifica degli album più venduti in Germania. Il 14 ottobre 2015 è uscito il suo nuovo singolo Flash X, incluso nell'album Next uscito nel 2017. Il 28 novembre sono usciti, solo su YouTube, i singoli Heart of stone, If it takes all night, The river, 9 pm (till I come) 2015 remix ed Ecstasy 2015 remix. Il 21 gennaio è uscita la puntata zero di Synthesis, il nuovo podcast radioshow di ATB. Il 1º febbraio 2016 è uscito, sempre su YouTube, il singolo The Flame, tratto dalla compilation mixata Under the stars, che riassume la scaletta dei dj sets di ATB svoltisi al Zeiss Planetarium Bochum il 29 e 30 gennaio 2016. Il 10 febbraio 2016, durante la puntata 001 di Synthesis, ATB ha annunciato che il suo nuovo singolo è Heart of stone e che l'album In Motion sarebbe uscito a breve.

### Classifica Top 100 DJ Mag
Classifica annuale stilata dalla prestigiosa rivista DJ Magazine:
- 2004: #13
- 2005: #09
- 2006: #13
- 2007: #26
- 2008: #25
- 2009: #11
- 2010: #11
- 2011: #15
- 2012: #21
- 2013: #33
- 2014: #58
- 2015: #82
- 2016: #61
- 2017: #54
- 2018: #49
- 2019: #39
- 2020: #56
- 2021: #35

## Discografia

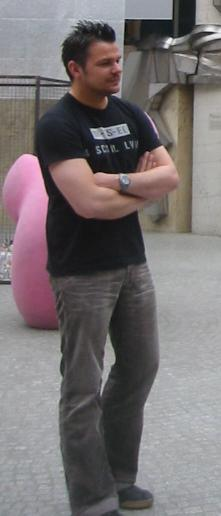
ATB a Łódź nel 2004

### Album studio
- Movin' Melodies (1999)
- Two Worlds (2000)
- Dedicated (2002)
- Addicted to Music (2003)
- No Silence (2004)
- Trilogy (2007)
- Future Memories (2009)
- Distant Earth (2011)
- Contact (2014)
- neXt[3] (2017)

### Raccolte
- Seven Years: 1998-2005 (2005)

### Singoli
- 9pm (Till I Come) (1998)
- Don't Stop! (1999)
- Killer (1999)
- The Summer (2000)
- The Fields of Love (feat. York) (2000)
- Let U Go (2001)
- Hold You (2001)
- You're Not Alone (2002)
- I Don't Wanna Stop (2003)
- Long Way Home (2003)
- The DJ - In Love with the DJ / Sunset Girl (2003) (Vinyl Single Only)
- Marrakech (2004)
- Ecstasy (2004)
- The DJ 2 - Here With Me / IntenCity (2004) (Vinyl Single Only)
- Believe in Me (2005)
- Humanity (2005)
- Let U Go reworked (2005)
- The DJ 3 - Summer Rain (2006) (Vinyl Single Only)
- Justify (2007) (Vinyl Single Only)
- Renegade (2007)
- Feel Alive (2007)
- Justify (2007)
- Behind - EP (2009)
- What About Us / L.A. Nights - EP (2009)
- Could You Believe (2010)
- Twisted Love (feat. Christina Soto) (2010)
- Gold (feat. JanSoon) (2011)
- Move On (feat. JanSoon) (2011)
- Apollo Road (feat. Dash Berlin) (2011)
- Never Give Up (feat. Ramona Nerra) (2012)
- Face to Face (feat. Stanfour) (2014)
- When It Ends It Starts Again (feat. Sean Ryan) (2014)
- Raging Bull (con Boss & Swan) (2014)
- Flash X (2015)
- Back To You (York's Endless Summermix) (with York) (2015)
- Heart of stone (2016)
- Connected (con Andrew Rayel) (2017)
- Pages (feat. Haliene) (2017)
- Never Without You (feat. Sean Ryan) (2017)
- Message Out To You (Extended Mix) (With F51 Feat. Robbin & Jonnis)
- Body 2 Body (Feat. Conor Matthews & Laur) (2018)
- Heartbeat (con Markus Schulz) (2019)
- A New Life - EP (2019)
- Your Love (9PM) (con Topic e A7S) (2021)
- Like That (feat. Ben Samama) (2021)
- The DJ - EP (Vol. 01) (2021)
- Highs And Lows (with Au/Ra & York) (2023)

### In the Mix
- The DJ in the Mix (2003)
- The DJ 2 in the Mix (2004)
- The DJ 3 in the Mix (2006)
- The DJ 4 in the Mix (2008)
- The DJ 5 in the Mix (2010)
- The DJ 6 in the Mix (2010)

### DJ Mix
- Fresh Volume 3 (1999) (Disc 2 Only)
- Clubber's Guide To... Trance (1999)
- Kontor - Top Of The Clubs Volume 03 (1999) (Disc 1 Only)
- Kontor - Top Of The Clubs Volume 04 (1999) (Disc 1 Only)
- G.R.O.O.V.E. 2001 (2000)
- Trance Mix USA (2000)
- Trance Nation America Two (2001) (Disc 1 Only)
- Kontor - Top Of The Clubs Volume 16 (2002) (Disc 1 Only)
- Under the Stars (2016)

### DVD
- Addicted to Music DVD (2003)
- No Silence DVD (incluso in No Silence - Special Edition Album) (2004)
- Seven Years 1998-2005 CD-DVD Limited Edition (2005)
- Live In Poznan DVD (2006)
- Trilogy DVD (incluso in Trilogy - The Platinum edition) (2007)
- ATB Future Memories 2cd-DVD Limited Edition (2009)